# Tripod
Tripod é um trio australiano de rock cômico, especializada em paródias, sátiras e improvisações. O trio é formado por Scod (Scott Edgar - voz, violão solo), Gatesy (Steven Gates - violão base, voz) e Yon (Simon Hall - voz, trompete, gaita).

## Discografia
- Box Set (1997)
- Open Slather (Abril de 2000)
- Open Slather Special Christmas Edition feat. Tripod Live April 2000 (Novembro de  2000)
- Tripod tells the tale of the Adventures of Tosswinkle the Pirate (Not Very Well) (2001) (VHS)
- About An Hour of Song-In-An-Hour (2002)
- About An Hour of Song-In-An-Hour ... Again (2003)
- Fegh Maha (2004)
- Middleborough Rd (2004)
- Pod August Night (2006) (DVD)
- Tripod tells the tale of the Adventures of Tosswinkle the Pirate (Not Very Well) (2006) (DVD)
- Perfectly Good Songs (Mini Álbum) (2006)
- Songs from Self Saucing (2006)
- For The Love of God!: A Tripod Christmas Album (2008)
- Live At Woodford (2009)